# 高橋龍太郎 (精神科医)
高橋 龍太郎（たかはし りゅうたろう、1946年ー　）は、日本の精神科医。「医療法人社団こころの会」理事長。現代アートのコレクターとしても知られ約2000点を所有、自らの経営するクリニック内にも展示されている。

## 人物
専攻は社会精神医学。地域の共同体が崩壊した現代においては、精神科医が多くの暴走事件、親の子への虐待、セクハラ、パワハラによる自殺などの当事者の数少ない相談相手たりえるとの考えを持つ。デイケア、訪問看護を中心とした地域精神医療のほか、心理相談、ビジネスマンのメンタルヘルスケアにも注力。初診は、本人が診察にあたる。10年以上、ニッポン放送のテレフォン人生相談も担当。テレビ番組のコメンテーターとしても活躍。

## 略歴
山形県生まれ。小学生時代には引っ越しを何度もしたことで 小学生時代の友人がいない。慶應義塾大学医学部に入学。全共闘運動を経験し、1969年退学。1977年東邦大学医学部卒業。1980年慶應義塾大学精神神経科入局。国際協力事業団の医療専門家としてペルーに派遣される。東京都立荏原病院勤務。1990年ネットワーク医療を目指しタカハシクリニック(東京蒲田)を開設、院長に就任。8月17日よりデイケアを運営。東京23区としては初の精神科デイケア(小規模)施設として認可される。1997年自社ビルに移転。「高橋コレクション」と称されるアートコレクションを始める。その後、コレクションは増え続け、1990年代以降の日本現代アートを中心に、主要な作家の作品はほぼ網羅され、所蔵作品は2000点以上となる。横尾忠則、荒木経惟、森山大道、草間彌生、舟越桂、森村泰昌、宮島達男、奈良美智、内藤礼、会田誠、村上隆など。日本現代アートのコレクションとしては、質量ともに屈指。10月1日、大規模デイケアが認可される。精神科デイ・ナイトケア開設。アディクション、神経症のカウンセリング体制を充実させる。
（以上 より） 2020年12月 - 文化庁長官表彰

## 著書
- 『あなたの心が壊れるとき』扶桑社, 1997.7　のち文庫
- 『わたしの心は壊れてますか?』扶桑社, 1998.9　のち文庫
- 『「勝ち負け」にこだわらない、自分流の生き方』PHP研究所, 1999.11
- 『人生にはしなくてもいいことがいっぱいある ちょっときゅうくつな日々を変える考え方』青春出版社, 2003.2　のち文庫
- 『職場のうつがスカッと晴れる 会社が楽になる実践心理アドバイス』法研, 2005.12
- 『人生にはいらない人間関係がいっぱいある 気持ちをラクに生きるヒント』青春出版社, 2007.2
- 『恋愛の作法 精神科医の結婚のすすめ』ポプラ社, 2009.5
- 『「謝る力」が器を決める 明るくたくましく生き抜く"強さ"の処方箋』青春出版社, 2010.5
- 『仕事も人間関係も「いっぱいいっぱい」にならない方法』青春出版社, 2015.6
- 『現代美術コレクター』講談社現代新書 2016.10